# Daniel Davis
Daniel Davis, född 26 november 1945 i Gurdon, Arkansas, USA, är en amerikansk skådespelare. Han är mest känd som Niles i TV-serien The Nanny och för rollen som Professor Moriarty i Star Trek: The Next Generation.
I övrigt har Davis mest spelat teater.

## Filmografi (urval)
- 1988–1993 – Star Trek: The Next Generation (TV-serie)
- 1989 – En snut på hugget
- 1990 – Jakten på Röd Oktober
- 1990 – Havanna
- 1993–1999 – The Nanny (TV-serie)
- 2006 – The Prestige

## Teater

### Roller
| År   | Roll            | Produktion            | Regi       | Teater                            |
| ---- | --------------- | --------------------- | ---------- | --------------------------------- |
| 1980 | Antonio Salieri | Amadeus Peter Shaffer | Peter Hall | Broadhurst Theatre, New York, USA |